# نيرينغا
نيرينغا (بالإنجليزية: Neringa municipality) هي municipality of Lithuania تقع في ليتوانيا في مقاطعة كلايبيدا. يقدر عدد سكانها بـ 2,400 نسمة ومساحتها 90 كم2 .

## المدن التوأمة
مدن فيهمارن وبيرشتوناس هي مدن توأمة لـنيرينغا.